# Mischocyttarus woytkowskyi
Mischocyttarus woytkowskyi är en getingart som beskrevs av Richards 1978. Mischocyttarus woytkowskyi ingår i släktet Mischocyttarus och familjen getingar. Inga underarter finns listade i Catalogue of Life.